# 成像式大氣契忍可夫望遠鏡

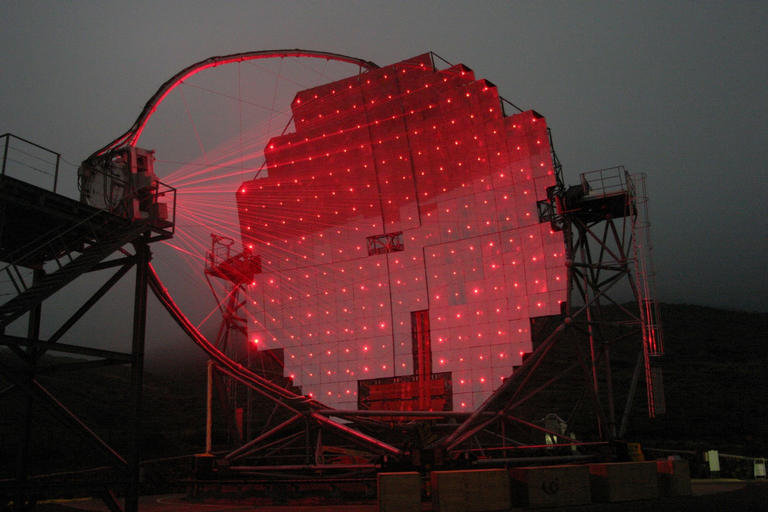
神奇伽馬射線望遠鏡位於加那利群島拉帕爾馬島的穆查丘斯羅克天文台，使用契忍可夫輻射檢測伽馬射線釋放的粒子雨。

成像式大氣契忍可夫望遠鏡（imaging atmospheri Cherenkov telescope、簡稱IACT）是一種偵測光子能量範圍為50 GeV至50 TeV的超高能量伽瑪射線光子裝置。
截至2017年，共有四個IACT系統運作中：高能立體視野望遠鏡、神奇伽馬射線望遠鏡、第一G-APD切倫科夫望遠鏡（First G-APD Cherenkov Telescope）和超高能量輻射成像望遠鏡陣列系統（Very Energetic Radiation Imaging Telescope Array System）。大型大氣契忍可夫實驗望遠鏡（Major Atmospheric Cerenkov Experiment Telescope）正在印度拉達克的漢勒建造，將成為最高、第二大的IACT。契忍可夫望遠鏡陣列（Cherenkov Telescope Array）是一個跨國計畫，旨在建立下一代IACT，計劃於2022年開始收集數據。